# Julio de Castro Vázquez
Julio de Castro Vázquez (Ontur, província d'Albacete, 1878 - camí de l'Oliva, Tarragona, 14 de setembre de 1936) fou un militar espanyol, comissari de la Generalitat a Tarragona el 1934 i mort al començament de la guerra civil espanyola.
En el moment de produir-se els fets del sis d'octubre de 1934 era comandant militar de Tarragona amb el grau de tinent coronel i fou qui decretà l'estat de guerra a Tarragona en nom del general Domènec Batet i Mestres.
Entre octubre i desembre de 1934 va ocupar el càrrec de Comissari delegat de la Generalitat a Tarragona, càrrec equivalent al de president de la Diputació de Tarragona.
Simultàniament va formar part de la Unió Militar Espanyola (UME), i quan es va produir el cop d'estat del 18 de juliol de 1936 va intentar convèncer el comandant de Tarragona i cap del Regiment d'Infanteria "Almansa" n. 18, coronel Ángel Martínez Peñalver y Ferrer, que es revoltés contra la República. Tanmateix, el coronel es va negar i quan ho va intentar ell mateix, va fracassar i fou arrestat. Després d'estar confinat al Vendrell i al castell de Montjuïc, el 13 de setembre de 1936 fou jutjat per rebel·lia amb 57 militars revoltats i condemnat a mort per un tribunal popular a Tarragona. El 14 de setembre de 1936 fou afusellat per un escamot de milicians en un revolt del camí de l'Oliva (Tarragona).